# Крепостна корона
Крепостната корона, зидова корона или стенната корона (на английски: Mural crown; на латински: Corona muralis) е хералдчически термин, който обозначава крепостната стена над щита, изобразена под формата на корона в местната хералдика. В Античността крепостната корона е част от военните отличия на Римската република.

## В Древния свят
Най-старите изображения на зидови корони могат да бъдат открити върху артефакти от Асирия и Елам, датиращи от 2 хилядолетие пр.н.е. Сред персонажите, изобразени с крепостна корона, е царица Ашур-шарат, съпругата на асирийския цар Ашурбанипал (управлявал в периода 668-631). Нейното изображение е поставено върху релеф, който се пази в Берлин. Друго ранно подобно изображение може да бъде намерено в района на Накши Рустам, където части от много древен релеф са оцелели близо до друг релеф, ознаменуващ сасанидския цар Бахрам II (управлявал в периода 276-294). Тъй като една част от по-стария релеф е изгубена, не може да се каже със сигурност дали коронованата дама е царица или божество.

## В Античния свят
През елинистическата епоха, крепостната корона е символ на богинята Тюхе, олицетворяваща съдбата и благоденствието на даден град. По-късно през древноримската епоха подобна на Тюхе е богинята Фортуна. Високият цилиндричен полос на малоазийската богиня Кибела също би могъл да се смята за пример на крепостна корона в елинистичните времена, която показва Богинята-майка като покровител на града.
През древноримската епоха крепостната корона става част от римските военни отличия. Римската corona muralis представлява златна корона или окръжност, направени да наподобяват назъбен парапет на бойна кула или крепост. Римската крепостна корона е правена от злато и е украсявана с кули, точно както се изобразява в хералдиката. Това военно отличие е давано на този войник, който първи успява да изкачи стената на обсадения град или крепост и да постави на върха ѝ бойното знаме на своята част. Така войникът давал знак на своята военна част да атакува обсадената крепост. Тъй като крепостната корона е сред най-високите военни отличия на Древния Рим винаги, преди тя да бъде връчена на проявилия се в боя войник, е правена щателна проверка на събитията, довели до награждаването му.
В гръцката монетна система богинята Рома често е изобразявана със своите атрибути, сред които обикновено присъства и нейната крепостна корона, която символизира статута на Рим като лоялен защитник на гръцките градове-държави.

## В хералдиката
Всъщност европейската хералдика заимства термина от древноримското военно отличие, с който се обозначава крепостната стена над щита, изобразена под формата на корона. Тя може да бъде оцветена със следните тинктури – злато, сребро, червено или в естествен цвят. В Германия през 19 век крепостните корони (mauerkronen) се използват в местната хералдика, като в зависимост от статута на даденото селище короната се среща в различни варианти – столичната обикновено се изобразява с 5 кули, по-големите градове имат по 4 кули, по-малките - съответно с по 3 кули. В своя наръчник A Complete Guide to Heraldry Артър Чарлз-Фокс Дейвис споменава, че „няма стриктни правила, относно системата на крепостните корони” и напомня, че такиви няма и в британската хералдика. В по-ново време крепостните корони се използват вместо кралските корони, в гербовете на италианските средновековни и съвременни комуни. Алегоричната персонификация на Италия, известна като Италия Турита, също е коронована с крепостна корона. Понастоящем в Италия гербовете на комуните и на някои от провинциите, както и в гербовете на някои военни части, са увенчани с крепостна корона, както следва: златна с 5 кули за градовете и сребърна с 9 кули за комуните.
Гербът на Втората испанска република също е увенчан с крепостна корона. Много от португалските (и бразилките) общински гербове също използват крепостната корона, за обозначаване на статута на населоното място. С 3 кули за село, с 4 – за по-малките градове и с 5 – за големите градски центрове. В румънската местна хералдика има подобна система на крепостните корони – с 1 за селските общини, с 3 за градовете, с 5 за градските общини и със 7 за областните центрове и столицата Букурещ.
След разпадането на Австро-унгарската империя в края на Първата световна война, орелът в новия герб на Австрийската република е увенчан с крепостна корона вместо императорската, за да отрази новия републикански строй на страната.

### Примери за използването на крепостната корона в хералдиката
- Герб на София
- Герб на Букурещ
- Герб на Париж
- Герб на Пори, Финландия
- Герб на Втората испанска република
- Герб на Малта
- Герб на Австрия
- Герб на провинция Долна Австрия